# Fritz-Julius Lemp
Fritz-Julius Lemp (ur. 19 lutego 1913 w Qingdao (Chiny), zm. 9 maja 1941 na północnym Atlantyku) – niemiecki oficer, dowódca okrętów podwodnych (U-Bootów) podczas II wojny światowej.

## Życiorys
Urodził się, jako syn oficera, w ówczesnej niemieckiej kolonii Kiautschou, ale dorastał już w Niemczech. W kwietniu 1931 wstąpił do Reichsmarine, gdzie odbył szkolenie między innymi na krążowniku lekkim „Karlsruhe”. Od 1935 służył na okrętach podwodnych. W 1938 przejściowo objął dowództwo U-28, okrętu typu VIIA, w listopadzie 1938 został dowódcą U-30. Od sierpnia 1939 do września 1940 odbył na nim 8 patroli bojowych. 
3 września 1939, tuż po rozpoczęciu wojny z Wielką Brytanią, na zachód od Irlandii U-30 storpedował statek pasażerski SS „Athenia” (13 581 BRT). Jednostka płynęła w zaciemnieniu i zygzakując, co – jak wyjaśniał Lemp – było przyczyną uznania jej za transportowiec wojska lub krążownik pomocniczy (w takim wypadku atak bez uprzedzenia był dopuszczalny). Świadomy pomyłki Lemp nie powiadomił dowództwa o zaistniałej sytuacji i kontynuował rejs. 11 września zatopiono ogniem artyleryjskim frachtowiec „Blairlogie”, zaś cztery dni później przechwycono kolejny – „Fanad Head”, który zamierzono zniszczyć za pomocą materiałów wybuchowych. Sygnał alarmowy zaatakowanej jednostki został jednak odebrany przez patrolujący w eskorcie niszczycieli lotniskowiec HMS „Ark Royal”. Dwa z trzech przybyłych na pomoc samolotów Blackburn Skua zostały uszkodzone przez wybuchy własnych bomb i musiały wodować. Lemp odważnie wynurzył okręt, uratował własny zespół minerski oraz tych brytyjskich lotników, którzy przeżyli, i zatopił za pomocą torped „Fanad Head”. Mimo uszkodzeń, U-Boot przetrwał kolejne ataki samolotów oraz niszczycieli i 27 września zdołał dotrzeć do bazy w Wilhelmshaven. 
Niemieckie dowództwo Kriegsmarine o ataku na „Athenię” dowiedziało się z nasłuchu radiowego. Informacja o śmierci 28 amerykańskich obywateli wywołała obawę, że wzburzenie opinii publicznej może doprowadzić do wciągnięcia neutralnych Stanów Zjednoczonych do wojny. Rozpoczęte więc szeroko zakrojoną akcję dezinformacyjną. Zaprzeczono, że w pobliżu miejsca zatonięcia liniowca znajdował się jakikolwiek U-Boot, a „Völkischer Beobachter”, organ prasowy NSDAP, całe zdarzenie przypisał wręcz brytyjskiej prowokacji. Sfałszowano również dziennik okrętowy U-30.
W grudniu 1939 Lemp rozpoczął trzeci patrol bojowy (drugi został przerwany z powodu awarii) mający za zadanie stawianie min na podejściach do Liverpoolu. 29 grudnia Lemp natknął się na dwa brytyjskie pancerniki w eskorcie niszczycieli; trafiony jedną torpedą HMS „Barham” zdołał dotrzeć do portu, ale konieczność remontu wyeliminowała go z działań na kilka miesięcy. Na minach postawionych przez U-30 zatonęło kilka dużych statków; Brytyjczycy byli zmuszeniu przejściowo zamknąć port.
Okręt pod dowództwem Lempa wziął udział w kampanii norweskiej, nie odnosząc jednak, podobnie jak cała niemiecka flota podwodna, większych sukcesów. Po podpisaniu zawieszenia broni Niemcy zyskali kontrolę nad portami na wybrzeżu atlantyckim. 7 lipca 1940 U-30 jako pierwszy U-Boot wpłynął do bazy w Lorient. Odważne działania i osiągnięte zwycięstwa (zatopionych 16 jednostek handlowych, jedna uszkodzona, zatopiony uzbrojony trawler HMS „Barbara Robertson” i uszkodzony pancernik) zapewniły Lempowi Krzyż Rycerski i objęcie w listopadzie 1941 dowództwa nowego oceanicznego okrętu podwodnego typu IXB – U-110.

### U-110
U-110 w swój pierwszy rejs bojowy wypłynął na początku marca 1941 po wyjątkowo krótkim szkoleniu załogi, co było spowodowane zamarznięciem Bałtyku. Podczas ataku na konwój HX-112, podczas którego Niemcy stracili dwa U-Booty dowodzone przez asów floty podwodnej (U-99, kapitänleutnant Otto Kretschmer; U-100, kapitänleutnant Joachim Schepke), Lemp zdołał uszkodzić brytyjski zbiornikowiec „Erodona” (6207 BRT).
W kolejny patrol bojowy U-110 pod dowództwem Lempa wyruszył 15 kwietnia 1941 z Lorient. 27 kwietnia na zachód od Irlandii zatopił brytyjski parowiec „Henri Mory” (2564 BRT). 9 maja okręt wziął udział w ataku na konwój OB-318; zdołano storpedować dwa frachtowce. Wkrótce potem U-Boot został wykryty i zaatakowany przez korwetę HMS „Aubretia”, a do akcji przyłączyły się niszczyciele HMS „Bulldog” i HMS „Broadway”. Uszkodzony przez bomby głębinowe okręt podwodny został zmuszony do wynurzenia. Brytyjczycy zorientowali się, że istnieje możliwość zdobycia U-Boota, zaprzestali więc ostrzału i zrezygnowali z taranowania wrogiej jednostki. Członkowie załogi U-110, w tym dowódca, w pośpiechu opuszczali pokład skacząc do lodowatej wody. Dokładne okoliczności śmierci Fritza-Juliusa Lempa nie są znane – utonął, prawdopodobnie próbując powrócić na swój okręt celem zatopienia; według niektórych relacji został podczas takiej próby zastrzelony przez członków grupy abordażowej.
U-110 został przejęty przez Brytyjczyków, którzy zdołali pozyskać cenne materiały wywiadowcze, w tym maszynę szyfrującą Enigma i, co było szczególnie cenne, aktualne księgi szyfrów. Okręt zatonął następnego dnia w czasie próby odholowania go na Islandię. 
Fritz-Julius Lemp był jednym z najskuteczniejszych dowódców U-Bootów podczas II wojny światowej. W 10 patrolach zatopił 19 statków o łącznej pojemności 96 314 BRT oraz okręt pomocniczy, uszkodził również 3 statki o łącznej pojemności 14 317 BRT oraz pancernik HMS „Barham”. Zdobyte jednak przez Brytyjczyków na dowodzonym przez niego okręcie materiały kryptograficzne niemieckiej floty, były najważniejszym sukcesem brytyjskich służb specjalnych w tym zakresie, bowiem to właśnie niezniszczone przez Lempa materiały z U-110, umożliwiły opracowanie dokładnej metody umożliwiającej odczytywanie 95% komunikatów radiowych między sztabem Karla Dönitza a wszystkimi niemieckimi okrętami podwodnymi, co w konsekwencji kosztowało III Rzeszę gigantyczne straty we flocie podwodnej i przegraną w całej bitwie o Atlantyk.